# Gerrit Jan Heering
Gerrit Jan Heering (Pasuruan (Nederlands-Indië), 15 maart 1879 – Leiden, 18 augustus 1955) was een Nederlands theoloog, predikant en vredesactivist.

## Wetenschappelijk werk
Heering was een vooraanstaand remonstrants theoloog, werkte als hoogleraar van 1919 tot 1949 aan het Remonstrants Seminarium aan de Rijksuniversiteit Leiden. Daarnaast was hij werkzaam als remonstrants predikant. Als theoloog ontwikkelde hij zich als criticus van het zijns inziens veel te rationalistische en optimistische modernisme in de theologie van de 19e eeuw, waarin volgens hem essenties van de Bijbel, betreffende zonde en schuld, genade, openbaring en eschatologie verloren dreigden te gaan. Hij werd met K.H. Roessingh theologisch tot de "rechtsmodernen" gerekend.
Heering was promotor van o.a. de theoloog, antimilitarist, sociaaldemocraat en oprichter van Kerk en Wereld Willem Banning.

## Christenpacifist
Heering wilde de kerk stimuleren tot grotere maatschappelijke verantwoordelijkheid. Daarbinnen past dat hij in 1924 een van de oprichters werd van Kerk en Vrede , de pacifistische kerkelijke vredesbeweging. Van 1925 tot 1935 was hij voorzitter van Kerk en Vrede. Toen hij in 1936 afscheid nam als voorzitter werden een aantal artikelen van hem gebundeld onder de titel Militia Christi. Heering werd in het interbellum een van de belangrijkste voormannen van het christelijke antimilitarisme. Ook internationaal genoot hij vermaardheid. Zijn studie naar het falen van het christendom bij het tegengaan van geweld en het vestigen van een vreedzamer wereld kreeg grote bekendheid. Zondeval van het christendom (1928) werd vertaald in het Duits, Deens, Frans en Engels. Heering analyseert in dit boek onder andere de corrumperende werking van de verheffing van het christendom tot enige godsdienst door keizer Constantijn de Grote. Hij bevestigde daarentegen de betekenis van christendienstweigeraars in de periode die daaraan voorafging, toen deze weigeraars hun afwijzing van het militarisme niet zelden met de dood moesten bekopen. Hij beroept zich daarbij onder meer op de kerkvader Tertullianus. Heerings onderzoek heeft aanmerkelijke invloed gehad op dienstweigering door christenen, ook in latere perioden en op de bewustwording van de pacifistische tradities binnen de kerken.
Binnen de kleine zogenaamde "vredeskerken", zoals doopsgezinden en quakers was het pacifisme een uitdrukkelijk deel van de eigen theologische traditie. Ofschoon Heering zich politiek tot het socialisme voelde aangetrokken, behield hij distantie tot de partijpolitiek. Bij de herdruk van de Zondeval in 1953 schreef hij in het voorwoord: "Wij heffen geen politieke leuze aan. Wij doen een beroep op het christelijk geweten, en op het denken door dit geweten geleid. De sterkste machten in wereld en leven zijn tenslotte niet geweld en wapenen, maar geloof en geweten. En de reddende daad is niet de atoombom, maar het christelijk offer. Wie hieraan twijfelt, zie naar Hem, die gezegd heeft: 'Ik heb de wereld overwonnen'. Hij hééft overwonnen, Hij zal overwinnen. Zijn Koninkrijk is, en het kómt."

## Publicaties
- Onderzoek naar het wezen van het zedelijk oordeel (proefschrift), 1906.
- De kerk als maatschappelijk geweten, 1921
- De zondeval van het christendom, 1928
- Militia Christi, 1936
- Geloof en Openbaring (2 dln), 1935-1937
- De christelijke godsidee, 1945
- De verwachting van het Koninkrijk Gods, 1952
- De menselijke ziel, 1955

## Vertalingen
- The fall of Christianity : a study of Christianity, the state, and war, with a foreword by E. Stanley Jones and with a new introduction by Walter F. Bense, 1972 (oorspronkelijk: 1930)
- Dieu et César : la carence des églises devant le probleme de la guerre. Préface de Andre Philip, 1933
- Der Sündenfall des Christentums : eine Untersuchung über Christentum, Staat und Krieg, 1930

## Trivia
- Heering is driemaal op rij genomineerd voor de Nobelprijs voor de Vrede, hij won de prijs echter nooit.[1]